# Deb Haaland
Debra Anne Haaland (1960. december 2. –) amerikai politikus, 2021 és 2025 között az Egyesült Államok belügyi minisztere. Korábban Új-Mexikó első kongresszusi választókerületének képviselője volt 2019 és 2021 között. A Demokrata Párt tagja, egyike az első két bennszülött amerikai nőnek, akit beválasztottak a Kongresszusba. Politikailag progresszív, a Medicare és a Green New Deal támogatója.

## Pályafutása
2020. december 17-én Joe Biden bejelentette, hogy jelölni fogja Haalandot az Egyesült Államok belügyminiszterének. Miután Szenátus 2021. március 15-én 51-40 arányban jóváhagyta jelölését, ő lett az első bennszülött amerikai, aki a kabinet tagja lett miniszterként, illetve, aki betöltötte a pozíciót.

## Választási eredmények
| Párt                 | Jelölt                   | Szavazatok | %      |
| -------------------- | ------------------------ | ---------- | ------ |
| 25x25px[halott link] | Debra Haaland            | 25,366     | 40.57  |
| 25x25px[halott link] | Damon Martinez           | 16,154     | 25.84  |
| 25x25px[halott link] | Antoinette Sedillo Lopez | 12,885     | 20.61  |
| 25x25px[halott link] | Paul Moya                | 3,683      | 5.89   |
| 25x25px[halott link] | Pat Davis (visszalépett) | 2,380      | 3.81   |
| 25x25px[halott link] | Damian Lara              | 2,059      | 3.29   |
| Összesen             | Összesen                 | 62,527     | 100.00 |

| Párt                 | Jelölt              | Szavazatok | %     |
| -------------------- | ------------------- | ---------- | ----- |
| 25x25px[halott link] | Deb Haaland         | 147,336    | 59.1  |
| 25x25px[halott link] | Janice Arnold-Jones | 90,507     | 36.3  |
| 25x25px[halott link] | Lloyd Princeton     | 11,319     | 4.5   |
| Összesen             | Összesen            | 249,162    | 100.0 |

| Párt                 | Jelölt                   | Szavazatok | %     |
| -------------------- | ------------------------ | ---------- | ----- |
| 25x25px[halott link] | Deb Haaland (hivatalban) | 186,953    | 58.2  |
| 25x25px[halott link] | Michelle Garcia Holmes   | 134,337    | 41.8  |
| Összesen             | Összesen                 | 321,290    | 100.0 |